# Hải Dương (Stadt)
Hải Dương ist eine Stadt in der Provinz Hải Dương in Vietnam. Die Stadt ist Teil der Metropolregion von Hanoi und wird durch den Roten Fluss in zwei Teile geteilt. Beim Zensus 2009 lag die Einwohnerzahl der Kernstadt bei 170.420 (Zensus 1999: 111.686). Die bezirksfreie Stadt Hải Dương hatte 2009 eine Einwohnerzahl von 213.096. Die Stadt bildet die Hauptstadt der Provinz Hải Dương. Die Stadt ist in 21 Wards und Kommunen gegliedert und besitzt den Status einer Provinzstadt der 1. Klasse. Seit 1997 besitzt sie das Stadtrecht.

## Geschichte
In feudalen Zeiten bezeichnete Hải Dương ein weites Gebiet von östlich von Hanoi bis zum Meer. Der Name wurde 1498 das erste Mal erwähnt. Dieses Gebiet entspricht dem gesamten modernen Hải Dương, Hải Phòng, dem größten Teil von Hưng Yên und der südwestlichen Ecke von Quảng Ninh. Die Stadt Hải Dương wurde 1804 erbaut und hieß zunächst „Thành Đông“ (chinesisch-vietnamesisch für östliche Zitadelle), was sich auf eine Zitadelle östlich der vietnamesischen Hauptstadt Hanoi bezog. Vor 1968 war Hải Dương die Hauptstadt der Provinz Hải Dương. Zwischen 1968 und 1996 war es die Hauptstadt der Provinz Hải Hưng, nachdem sich die Provinzen Hải Dương und Hưng Yên zu Hải Hưng zusammengeschlossen hatten. Am 6. November 1996, nach der Trennung der Provinzen Hải Dương und Hưng Yên, wurde Hải Dương wie zuvor die Hauptstadt der Provinz Hải Dương. Am 6. August 1997 wurde Hải Dương das Stadtrecht verliehen.

## Wirtschaft
Die Stadt liegt zwischen den Industriestädten Hải Phòng und Hanoi und ist deshalb relativ industrialisiert. Eine Eisenbahnlinie verbindet es mit den beiden größeren Städten. Es ist auch ein Marktzentrum für ein reiches Reisanbaugebiet; In der Gegend werden auch Litschi, Wassermelonen, Jute, Binsen, Kartoffeln und Tomaten angebaut.

## Persönlichkeiten
- Nguyễn Văn Toàn (* 1996), Fußballspieler